# Abstraktion
Das Wort Abstraktion (von lateinisch abstractus ‚abgezogen‘, Partizip Perfekt Passiv von abs-trahere ‚abziehen‘, ‚entfernen‘, ‚trennen‘) bezeichnet meist den induktiven Denkprozess des erforderlichen Weglassens von Einzelheiten und des Überführens auf etwas Allgemeineres oder Einfacheres. Daneben gibt es spezifische sowie unspezifische Verwendungen des Begriffes in bestimmten Einzelwissenschaften und einzelnen Theorien, Thesen sowie Behauptungen.
Abstraktion ist ein grundlegendes Konzept, das in verschiedenen Disziplinen eine Rolle spielt. In der Linguistik beispielsweise bezieht sich Abstraktion auf den Prozess, bei dem bestimmte Eigenschaften oder Merkmale von Wörtern oder Sätzen allgemeiner gemacht werden, um sprachliche Regelmäßigkeiten zu erkennen. Dies ermöglicht eine effiziente Kommunikation und die Bildung von abstrakten Konzepten.
In der Psychologie spielt die Abstraktion eine wichtige Rolle bei der Entwicklung von Denkmustern und Konzeptbildung. Durch Abstraktion sind wir in der Lage, komplexe Informationen zu vereinfachen und allgemeine Kategorien oder Regeln zu bilden. Dies ermöglicht uns, die Welt um uns herum besser zu verstehen und uns auf Wesentliches zu konzentrieren.
Abstraktion findet auch Anwendung in der Informatik und im Bereich der Datenverarbeitung. Hier bezieht sich Abstraktion auf die Entwicklung von Modellen und Konzepten, die komplexe Systeme oder Daten repräsentieren. Abstraktion hilft dabei, die Komplexität zu reduzieren und Probleme in überschaubare Teile aufzuteilen, was wiederum zu effizienteren Lösungen führt.
Es ist wichtig anzumerken, dass Abstraktion nicht nur eine intellektuelle Übung ist, sondern auch eine praktische Bedeutung hat. Sie ermöglicht es uns, Zusammenhänge zu erkennen, Muster zu identifizieren und effektive Lösungsstrategien zu entwickeln. Abstraktion ist somit ein grundlegender Mechanismus, der uns dabei hilft, die Welt um uns herum zu verstehen und mit ihr zu interagieren.

## Alltagssprache
Als abstrakt gilt in der Alltagssprache das, was der anschaulichen Wirklichkeit entrückt ist, was nur dem Verstand oder in der Einbildungskraft zugänglich ist. Als das Gegenteil gelten konkrete Sinneseindrücke oder -vorstellungen. In der Zukunft liegende Absichten werden als abstrakt bezeichnet, wenn ihre Realisierung unklar ist. Konkrete Pläne beruhen auf einer hohen Wahrscheinlichkeit ihrer Durchführung. Das Abstrakte ist, im Gegensatz zum Absoluten, immer bezogen auf etwas, es besteht eine Relation auf etwas Konkretes.
Mathematik, Logik und große Teile der Philosophie gelten traditionell als rein abstrakte Wissenschaften, heute auch die Systemtheorie und die Informatik.
In der Kunst bezeichnet man Werke als abstrakt (abstrakte Kunst), die sich von der gegenständlichen Sichtweise entfernen und nichts leicht erkennbar abbilden.

## Sprachwissenschaft
Eine sprachliche Abstraktion ist die Bildung von Kategorien (Taxonomie), die nicht die Einzelobjekte beschreiben. Es wird dabei eine abstrakte Kategorie gebildet, die Eigenschaften der Einzelobjekte integriert, diese aber nicht genau benennt. Die Kategorie „Einrichtungsgegenstände“ ist eine Abstraktion (man könnte auch sagen ein Oberbegriff oder Sammelbegriff) der konkreten Begrifflichkeiten „Sofa“, „Tisch“, „Schrank“, „Lampe“ usw. die von der Kategorie „Einrichtungsgegenstände“ umfasst werden.
Die Abstraktion in grammatische Kategorien wie Adverbien, Adjektive, Substantive, Prädikat, Kopula, ist eine erweiterte Denkleistung, die Kleinkindern nicht zugänglich ist. Im Alltag vollzieht sich dieser Abstraktionsprozess unwillkürlich und unbemerkt. Die Menschwerdung hing entscheidend mit der Entwicklung der Fähigkeit zur gedanklichen Abstraktion zusammen. Darüber jedoch, was genau unter Abstraktion zu verstehen ist, waren und sind sich Denker und Wissenschaftler nicht immer einig.

## Philosophie
In der Philosophie bezeichnet Abstraktion ein gedankliches Verfahren, durch das ein Merkmal eines Gegenstandes hervorgehoben wird, um das Markante oder in einem bestimmten Zusammenhang Wesentliche hervorzuheben (Akt der positiven Bestimmung), und durch das zugleich von allen anderen Merkmalen abgesehen wird (Akt der Negation). Das Resultat ist ein abstrakter Begriff, dessen Bedeutung einerseits durch die Klasse der Gegenstände gegeben ist, die das hervorgehobene Merkmal aufweisen, und andererseits durch das erfasste spezielle Merkmal, das den Begriffsinhalt bildet.
Nach John Locke ist die Abstraktion eine geistige Operation, die von den Wahrnehmungen und Vorstellungen wirklicher Dinge eine allgemeine Vorstellung des zugrunde liegenden Musters abtrennt, indem sie von Nebenumständen wie Zeit, Ort oder anderen begleitenden Vorstellungen absieht und die resultierende allgemeine Vorstellung mit einem Wort verbindet. Der Verstand häufe diese mit Worten verbundene allgemeinen Vorstellungen auf, um mit ihnen die konkreten Dinge zu benennen und nach Arten zu ordnen.
Abstraktion bezeichnet demnach eine Operation des Denkens, welche von den Vorstellungen konkreter Objekte der Wirklichkeit (etwa der Wahrnehmung des Baumes hier, jenes Baumes dort usw.) allgemeine Eigenschaften „abtrennt“ (Muster hervorhebt) und daraus beispielsweise allgemeine Begriffe (Vorstellungen plus sprachliche Bezeichnung) formt (etwa: die Gattung Baum). Dazu wird von bestimmten individuellen Eigenschaften der konkreten Objekte abgesehen, sodass die abstrahierten Merkmale auch auf mehrere andere Objekte dieser Gattung bzw. Klasse zutreffen.
Die Auffassung, dass das Abstrakte das Wesentliche sei, wird bereits von Hegel kritisiert: „Dies heißt abstrakt gedacht, in dem Mörder nichts als dies Abstrakte, daß er ein Mörder ist, zu sehen und durch diese einfache Qualität alles übrige menschliche Wesen an ihm [zu] vertilgen.“
Die Hervorhebung des abstrahierten (abgetrennten) Merkmals wird durch aristotelisch-thomistische Tradition betont, die dazu einen aktiven Verstand (intellectus agens) voraussetzt. Die mit jeder Abstraktion verbundene Negation von Merkmalen wird durch die Interpretation Kants betont: „Man abstrahiert nicht einen Begriff als gemeinsames Merkmal, sondern man abstrahiert in dem Gebrauche eines Begriffs von der Verschiedenheit desjenigen, was unter ihm enthalten ist.“ Kant folgt damit dem empiristischen Verständnis, das aber auch einen spontan (auch unbewusst) tätigen Verstand voraussetzt.
Dabei stellt sich die Frage, ob Abstraktionen als gleichwertig zu bezeichnen sind, wenn sie sowohl interindividuell – zwischen verschiedenen Menschen – als auch kategorisch – zur Erfassung und Unterscheidung bestimmter Begriffe – verwendet werden. Infolge dieser begrifflichen Unschärfe werden unterschiedliche Verfahren der Abstraktion angenommen wie etwa das Verfahren der isolierenden Abstraktion. Hierbei werden von einer gegebenen Anzahl von Merkmalen die für einen ganz bestimmten Gegenstand wesentlichen Eigenschaften herausgestellt etwa nach Art eines Gesellschaftsspiels, bei dem der zu erratende Begriff durch Ja-/Nein-Antworten aus einem immer engeren Begriffsumfang herauskristallisiert werden muss.

### Moderne Positionen der Philosophie
Abstrakten Begriffen sprechen einige Philosophen (sogenannte Universalienrealisten) eine unabhängige Realität zu. (Es gibt den Begriff Baum auch dann, wenn es keine Bäume in der wirklichen Welt oder keine Worte in irgendeiner natürlichen Sprache gibt, welche den Gehalt des Baum-Begriffs ausdrücken.) In der Analytischen Philosophie sind die Positionen des mittelalterlichen Universalienstreits zurückgekehrt. Einige Theoretiker meinen, dass Begriffe, eben weil sie Abstraktionen sind, einen spezifischen Eigenstatus haben, wie er informationellen Gehalten überhaupt zukommt: Diese Gehalte seien nicht raumzeitlich lokalisiert und nur einem Bewusstsein zugänglich, das Abstraktionsleistungen des entsprechenden Typs vollziehen könne. Letzteres nähert sich sogenannten idealistischen oder konstruktivistischen Positionen für abstrakte Begriffe an. Dies sind Gegenpositionen zum Universalienrealismus, welche behaupten, dass Allgemeinbegriffe und dergleichen bloße Konstrukte seien und kein Sein unabhängig von Denk- bzw. genauer Abstraktionsoperationen hätten. (Unabhängig davon nennt man diejenigen extremen Positionen, dass es überhaupt nur mentales, gedachtes Seiendes gebe, ebenfalls idealistisch.) Debatten über derartige ontologische und erkenntnistheoretische Themen werden seit Jahrhunderten geführt und haben in den letzten Jahrzehnten an Komplexität nochmals zugenommen. So wurden beispielsweise unterschiedliche realistische Theorien bezüglich natürlicher Arten (Objekten wie Wasserstoff, Bäume etc.) ausgearbeitet; es gibt sog. Trope-Theorien, welche Universalien als nur, aber vollständig in Individuen existent beschreiben. Erstere Art von Theorien verneint, dass über korrekte Abstraktionsleistungen gewonnene Artbegriffe bloße Abstraktionen sind.
Auch um die intuitiv plausible, aber schwer exakt zu explizierende Unterscheidung von abstrakten und konkreten Objekten zu erfassen, wurden komplizierte Theorien ausgearbeitet, etwa von Crispin Wright und Bob Hale oder von Edward N. Zalta. Während Theoretiker wie George Bealer die notwendige Existenz abstrakter Objekte a priori und Hilary Putnam auf wissenschaftstheoretischer Basis zu zeigen versuchen, will etwa Hartry Field das Gegenteil beweisen, insbesondere für die Philosophie der Mathematik.
Im Philosophischen Wörterbuch (Max Apel/Peter Ludz, Göschen 1958) wird Abstraktion als Gegensatz zur Determination gesehen, also ganz anders als z. B. bei den Idealisten, und eine Reihe verschiedener Abstraktionsmethoden aufgezählt: isolierende oder generalisierende (verallgemeinernde), quantitative oder qualitative, negative oder positive Abstraktion.

### Ausgewählte Positionen der Philosophiegeschichte
Schon die Vorsokratiker suchten nach einem Urstoff oder mehreren, um die Realität durch Rückführung auf abstrakte Objekte oder Prinzipien zu erklären. Heraklit beispielsweise hat in allem Seienden nach dem Gemeinsamen gesucht.
Platon legt jedem Ding eine vollkommene Idee des Gegenstandes zugrunde: dieser Baum ist deswegen ein Baum, weil er teilhat an der Idee des Baumes, welche selbst nicht raumzeitlich lokalisiert ist und auch nicht einfach nur durch Abstraktion, sondern durch Wiedererinnerung an die Idee des Baumes erkannt wird. Die mit einem solchen Ideenrealismus verbundenen Probleme wurden teilweise auch von Platon selbst schon diskutiert.
Aristoteles hat die als unwesentlich erachteten Merkmale eines Gegenstandes als Akzidenz bezeichnet. In seiner Lehre stellte er drei Stufen der Abstraktion auf. Diese haben erheblichen Einfluss auf die Logik und Metaphysik ausgeübt. Wenn man nämlich die höchste Abstraktionsstufe als höchste Allgemeinheit dem sogenannten Sein zuordnet, so wird dieser Begriff zwar sehr umfassend, aber doch auch so inhaltsleer, dass man den Ast absägt, auf dem man sitzt oder zu sitzen glaubt, vgl. → Extension und Intension, Arbor porphyriana. Aristoteles diskutiert die platonische Ideenlehre sehr kritisch. Er selbst arbeitet mit dem Begriff eidos. Dabei handelt es sich um eine Art Strukturprinzip von Objekten eines je bestimmten Typs. Dieses aber ist selbst im Seienden lokalisiert und metaphysisch nicht von ihm separierbar (es gibt keine Röte, wenn es keine roten Objekte gibt). Aristoteles lehrt allerdings auch eine Vierheit von Ursachen. Besonders die Form-Ursache ist hier einschlägig. Durch Rückführung auf grundlegendere, abstraktere Ursachen werden ebenfalls Objekte und ihre So-Beschaffenheit erklärt. Da diese Rückführung nicht unendlich weitergehen soll, setzt Aristoteles einen selbst „unbewegten Beweger“ an. Alle „Bewegung“, was insbesondere jede Veränderung in Lage und Beschaffenheit meint, hat in ihm ihre erste Ursache.
Von dem spätantiken Philosophen Boëthius (480–524) stammt die Gegenüberstellung von abstrakt und konkret. Über die Trinität (Kp. 3) behandelt die Unterschiede zwischen den drei spekulativen Wissenschaften: Naturwissenschaft (= Physik). Mathematik und Theologie (= Metaphysik). Während erstere bewegte Gegenstände in Verbindung mit der Materie behandelt (inabstracta) und die Mathematik nur über dem Sein nach materiell gegebene Formen (inabstracta) ohne Bewegung lehrt, spricht allein die Theologie abstrakt über Gott, dessen Sein losgelöst von Bewegung und Materie ist. Diese spezielle Bedeutung, die Thomas in einem Kommentar wieder aufgegriffen hat, konnte sich nicht halten.
Der sogenannte Universalienstreit darüber, ob die abstrakten Begriffe „vor“ oder „nach den Dingen“ vorhanden seien bzw. gebildet würden, beschäftigte die Denker der Scholastik bzw. des Mittelalters.
Johannes Duns Scotus ging bei seiner „abstraktiven“ Erkenntnislehre davon aus, dass ein Gegenstand nur durch die Sinne erfahrbar ist und im Verstand ein Bild erzeugt. Durch die unabhängige, aktive Tätigkeit des Verstandes wird diese noch ungeordnete Vorstellung als das Universelle im Abbild bestimmt. Das heißt, das im Bild enthaltene Allgemeine wird von den speziellen und stofflichen Bedingungen des individuellen Gegenstandes abstrahiert. Es entsteht die deutlich abgegrenzte Erkenntnis, die den Gegenstand begrifflich in allen seinen Facetten erfasst. Die Erkenntnis wird erst abgeschlossen, wenn sie im Gedächtnis verankert ist. Erst durch die (passive) Verinnerlichung wird ein Gegenstand intelligibel und kann als Möglichkeit in der Vergegenwärtigung aufleuchten, das heißt wieder in das Bewusstsein gerufen werden. Der einmal gewonnene Begriff eines Gegenstandes kann durch einen anderen Begriff ersetzt werden, wie auch Vorstellungen durch Kombination verändert oder neu erzeugt werden können. Das ist in der Kognitionspsychologie noch immer eine aktuelle Position.
Auch einige englische Philosophen der frühen Neuzeit, z. B. John Locke und George Berkeley (letzterer trieb die Abstraktion bis zum nicht mehr hintergehbaren „something“) sowie Gottfried Wilhelm Leibniz, Baruch Spinoza und René Descartes waren mit der Thematik befasst. Die Rationalisten und die Empiristen stritten u. a. darum, ob unsere Begriffe von Essentien (das, was etwa Wasser als solches ausmacht bzw. zu Wasser macht) angeboren oder erworben sind. Beim Empiristen Locke werden aus einfachen, passiv von den Sinnen gewonnenen Wahrnehmungen mit Hilfe der aktiven Verstandestätigkeit komplexe Ideen. Die Arten der Verstandestätigkeit unterscheidet er in Verbindung, Relation und Abstraktion. Die „komplexen“ Ideen unterteilt Locke in Modi, Substanzen und Relationen (Essay II, k. 12, 164).
An diesem Streit beteiligte sich auch der radikale Empirist David Hume; Ursache und Wirkung beispielsweise seien lediglich aus der Erfahrung einer Folge von etwas auf etwas gebildet, jedoch wüssten wir niemals mit Sicherheit, ob morgen die Sonne wieder aufgehen werde.
Die philosophische Bewegung des deutschen Idealismus um die Wende vom 18. zum 19. Jahrhundert (z. B. Georg Wilhelm Friedrich Hegel, Friedrich Wilhelm Joseph von Schelling) bestimmte als Gegenbegriff zur Abstraktion den sehr voraussetzungsreichen Begriff der Konkretion. Diese Kategorien sind sehr kompliziert. Die Idealisten verstanden unter Konkretion nicht den Vorgang, das (landläufige) Konkrete zu denken oder einen (landläufigen) Allgemeinbegriff auf etwas Konkretes anzuwenden, sondern die „dialektische Aufhebung“ des Unterschiedes von Abstraktem und Konkretem in einer erkenntnistheoretisch höheren Einheit, die nach ihren Angaben erst ermöglichen sollte, die Wirklichkeit angemessen zu erfassen. Aber auch Materialisten nutzen Abstraktionen zur Analyse und erkenntnistheoretischen Herleitung materialistischen Grundlagenwissens. Für das Buch „Die Dialektik des Abstrakten und Konkreten“ war die Analyse der kapitalistischen Produktionsweise durch Karl Marx grundlegend, indem letzterer die tauschwertbildende Arbeit von der gebrauchswertbildenden konkreten Arbeit abstrahierte.
Martin Heidegger, der in Sein und Zeit (1927) der gesamten Denktradition und insbesondere den Idealisten vorwarf, die „Alltäglichkeit“ übersprungen zu haben, bildete ein anderes Gegensatzpaar, das Abstraktion und Konkretion der „Alltäglichkeit“ fassen sollte: „Zuhandenheit“ und „Vorhandenheit“.
Zur philosophischen Tiefenpsychologie siehe unten.
Die verschiedenen Auffassungen der Erkenntnistheorie, der modernen Wissenschaftstheorie und die Analytische Philosophie zeigen immer noch unterschiedliche Definitionen und Erklärungen von Abstraktion.

## Psychologie
In der Psychologie bezeichnet man als Abstraktion jenen mentalen Prozess, der Informationen so weit auf ihre wesentlichen Eigenschaften reduziert, dass sie psychisch nach anderen Methoden verarbeitet werden können als die originäre Information. Beispiele sind Bilder, Vorstellungen, Modelle, Symbole, Transformationen und Konzepte. So wird etwa im Alltag jede Form eines Stuhls als Sitzgelegenheit in jeder Situation völlig anders wahrgenommen hinsichtlich der Ansicht, Gestalt usw., aber sprachlich auf ihre dem Menschen dienliche Eigenschaft zur Benutzung reduziert (Sitzgegenstand mit nur schemenhaft locker umrissener Formgebung). Erst so kann die Aufforderung „Gib mir bitte einen Stuhl!“ verstanden werden, weil der Auffordernde und der Empfänger eine gemeinsame, abstrakte Vorstellung darüber haben, was für den jeweiligen Zweck benötigt wird.

### Merkmale der Abstraktionsfähigkeit
Abstraktionsfähigkeit ist in der Psychologie die Voraussetzung für die Bildung von Begriffen und Regeln und damit die Voraussetzung für kognitive Fähigkeiten wie Denken, Lernen, Perzeption oder Gedächtnis. Zur Vereinfachung werden deshalb Begriffe oft in Enzyklopädien oder Wörterbüchern gesammelt und definiert. Die größere Menge aller Begriffe wird jedoch individuell erzeugt, sie sind nur situativ bedeutsam.
Die Begriffsbildung durch Abstraktion wird als wesentliche individuelle und kulturelle Fähigkeit beschrieben. Ein Mensch wie Borges’ fiktionaler Charakter Funes, der jede Sekunde seines Lebens als neu und einzigartig erlebt, wäre nicht überlebensfähig.
Die Abstraktionsstufe von Begriffen (im bildlichen Bereich Ikon genannt) kann unterschiedlich hoch sein. Das menschliche Bewusstsein arbeitet optimal mit Begriffen auf einer mittleren Abstraktionsstufe, die weder zu allgemein, also wenig informativ (Beispiel: „Gib mir mal das Ding!“), noch zu speziell, also mit unwichtigen Details belastet ist (Beispiel: „Gib mir mal den Franzosen (ein Werkzeug) mit den drei Kratzern und fünf Flecken!“). Vorteile dieser moderately abstract conceptual representations (Zeitz) sind:
1. Sie sind im Langzeitgedächtnis stabil, werden also durch neue Detailinformationen nicht gleich ungültig.
2. Sie sind fruchtbar, weil sie weder von jedem noch ausschließlich von ganz speziellen Hinweisreizen aktiviert werden.
3. Sie können leicht an die gegebene Situation angepasst werden.

Zahlreiche Studien zeigten, dass Menschen im Allgemeinen mit drei Abstraktionsstufen pro Begriff auskommen: der mittleren Grundstufe (z. B. „Stuhl“), plus einem abstrakteren Oberbegriff (z. B. „Möbel“) und der konkreteren Stufe der Einzelbeispiele (z. B. „mein Küchenstuhl“).
Die Begriffe der Grundstufe werden auch Basiskategorien genannt und zeichnen sich durch charakteristische Eigenschaften aus:
1. Sie werden von Kindern als erste gelernt (z. B. erst „Uhr“, später „Messgerät“ und „Armbanduhr“).
2. Der Umgang mit ihnen erfordert oft spezielle Bewegungsabläufe (das „Daraufsetzen“ ist bei allen Stühlen ähnlich).
3. Sie sehen ungefähr gleich aus, so kann die ganze Kategorie im Gedächtnis durch ein einziges Bild repräsentiert werden (vgl. die Bilderbücher für Kleinkinder).

Mit zunehmender Erfahrung ändert sich die Belegung der drei Abstraktionsstufen, so wird ein Möbelverkäufer sich nicht an jeden einzelnen Stuhl erinnern, jedoch die Preisklassen zur Unterscheidung heranziehen.
Abstraktionsfähigkeit ist außerdem eine wichtige Voraussetzung für effektives und effizientes Lernen. In der Lernpsychologie gibt es daher den Begriff der „progressiven Abstraktion“, d. h. die Fähigkeit, gleichartige Informationen mehr und mehr unter bestimmten Oberbegriffen zusammenfassen zu können und somit sein Wissen immer engmaschiger zu vernetzen.
Die Abstraktionsfähigkeit als psychische Leistung kann auch gestört sein: So können Personen mit verschiedenen Formen der Schizophrenie, mit schweren Neurosen oder mit einer Intelligenzminderung Probleme haben, Begriffe zu verstehen oder auseinanderzuhalten. Sie haben oft Defizite in sozialen Interaktionen. Bei einer Intelligenzminderung können beispielsweise Begriffe wie „Leiter“ und „Treppe“ nicht mehr abstrakt voneinander unterschieden werden. Menschen mit Abstraktionsdefiziten beschreiben beispielsweise diese Gegenstände oft mit „da kann man hoch steigen“, statt Unterschiede zu erkennen (hier z. B. Transportabilität oder Steigungswinkel). Typisch für eine mangelnde Abstraktionsfähigkeit ist das Unvermögen, einen konkreten Gegenstand, z. B. „Treppe in meinem Haus in der Musterstraße 3“ als funktionsgleich mit allen anderen „Treppen“ zu erkennen.

### Tiefenpsychologie
Carl Gustav Jung definiert Abstraktion als eine Geistestätigkeit, die einmalige, unvergleichliche oder individuelle Inhalte aus einer Verknüpfung wegzieht, differenziert. Wenn man zum Objekt abstrahierend eingestellt ist, wird versucht, sich des Objekts als einzigartigen Ganzen zu entledigen und das Interesse vom Objekt abzuziehen und auf das Subjekt zurückfließen zu lassen. Laut Jung ist Abstraktion eine Zurückziehung der Libido (= Energie) vom Objekt zum subjektiven abstrakten Inhalt, was einer Objektentwertung gleichkommt. Anders gesagt ist Abstraktion eine introvertierte Libidobewegung. Das Gegenteil zur Abstraktion ist nach Jung die Einstellung des Konkretismus.

## Kunst
Die Darstellung eines Schweines oder eines Büffels auf einer zweidimensionalen Ebene einer Höhlenwand (Höhlenmalerei) in einem verkleinerten Maßstab dürfte mit der Sprache zu den fortgeschrittensten Anfängen menschlicher Abstraktionsleistungen gehören. Fußabdrücke im Sand, Schnee oder Lehm sind eine Selbstabbildung im Maßstab 1:1 und sind die ersten abstrakten Abbildungen von Menschen und Tieren, die von Menschen richtig interpretiert werden konnten. Der Abdruck eines liegenden Menschen am Strand im nassen Sand, der Abdruck seines Gesichtes, eines Muschelgehäuses oder seines Speeres darin und das Nachzeichnen seiner äußeren Körperkonturen wie der Finger seiner Hand mit einem dünnen Schilfrohr waren die Anfänge des Zeichnens und der von Menschen auch in verkleinerter Darstellung verstandenen abstrakten Zeichen.
In der Bildenden Kunst bezeichnet Abstraktion einerseits die mehr oder weniger ausgeprägte stilistische Reduzierung der dargestellten Dinge auf wesentliche oder bestimmte Aspekte. In diesem Fall spricht man davon, dass vom Allgemeinen auf das Wesentliche abstrahiert wird. Was als wesentlich gilt, bestimmt einerseits die Kreativität des Künstlers, andererseits die Wahrnehmung des Betrachters.

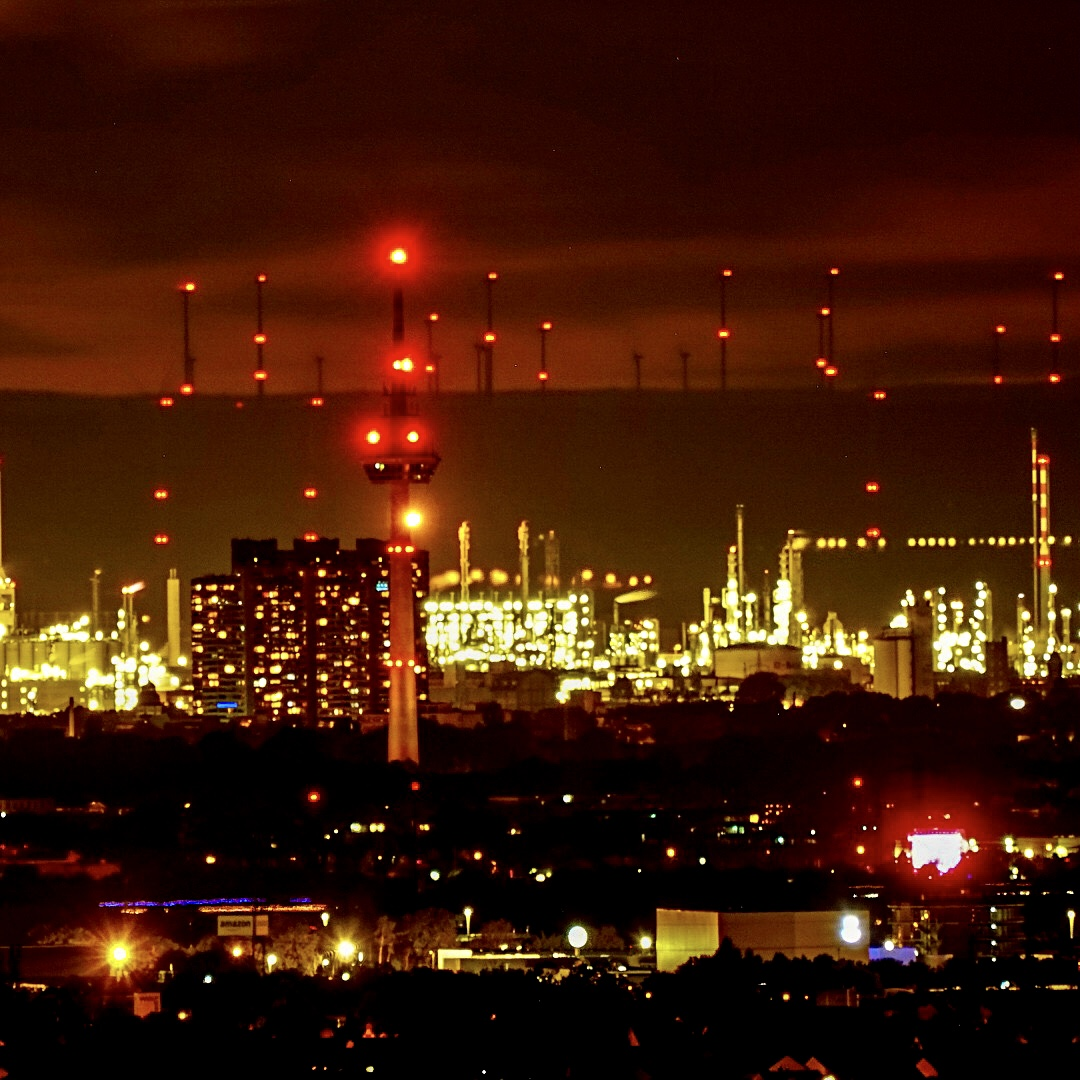
Abstraktion in der Fotografie Ausgangsbild Fernmeldeturm und Raffinerie sind fokussiert.
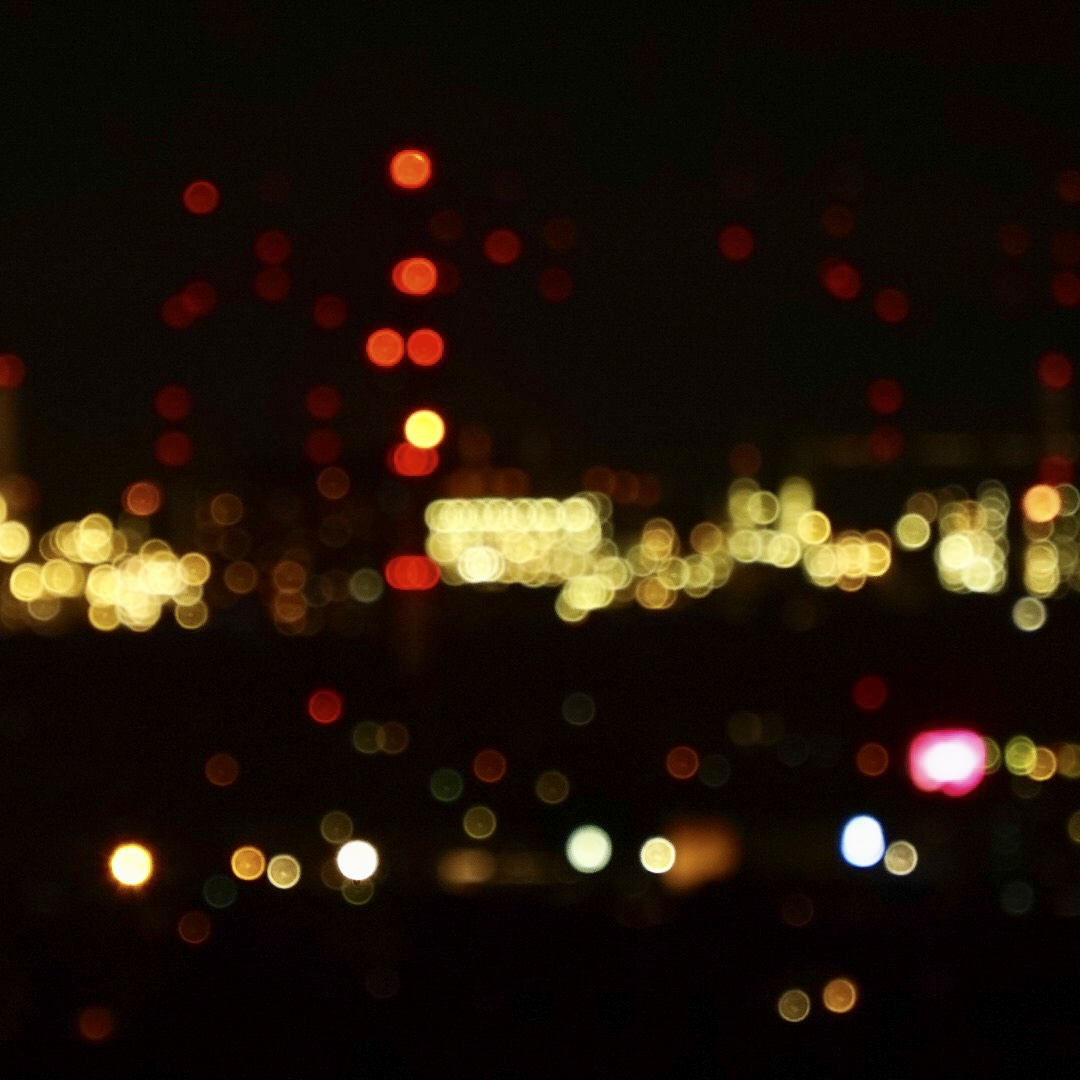
Abstraktion in der Fotografie Fernmeldeturm und Raffinerie sind defokussiert.
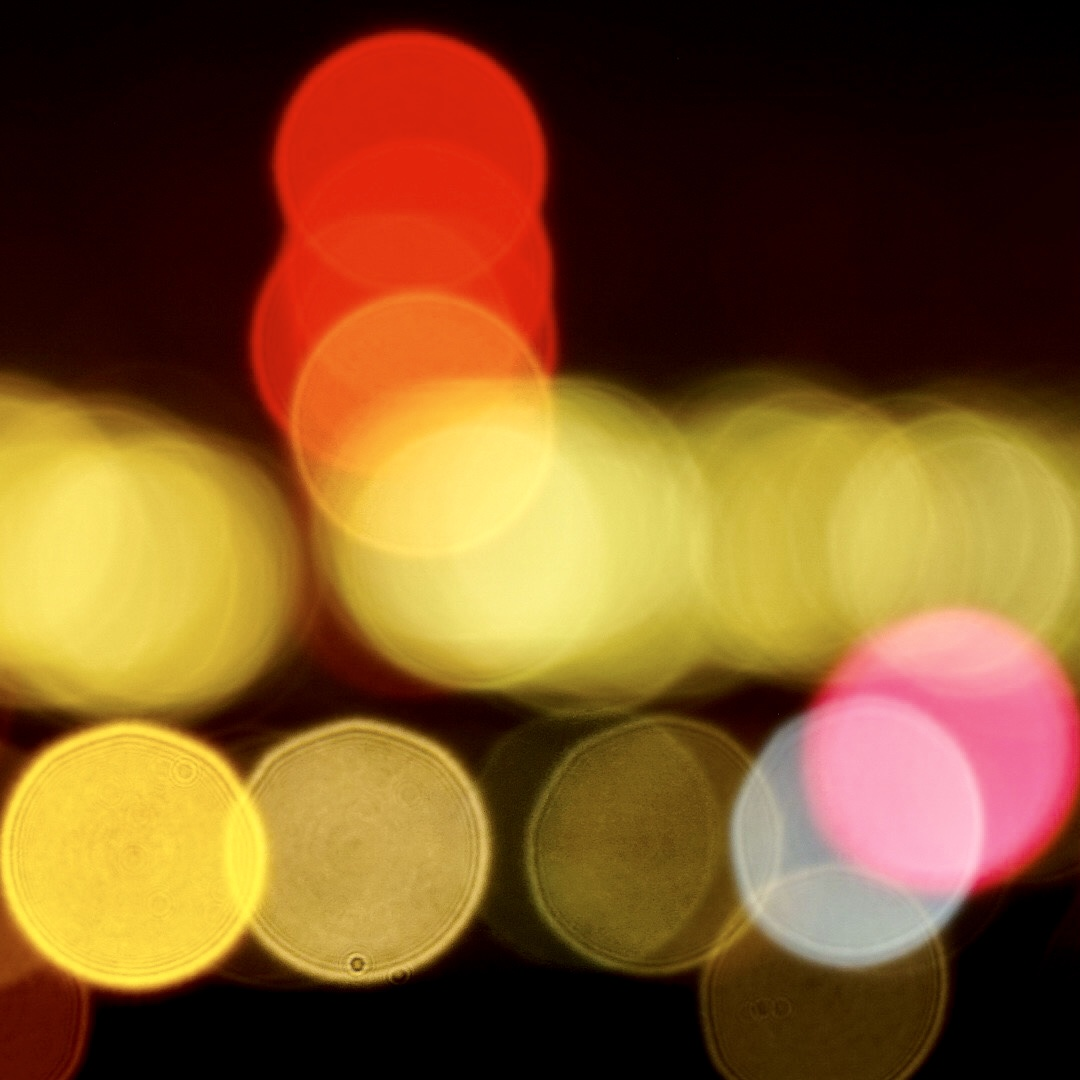
Abstraktion in der Fotografie Fernmeldeturm und Raffinerie sind stark defokussiert.

Andererseits bezeichnet der Begriff in der Kunst verschiedene Strömungen der Moderne oder der zeitgenössischen Kunst, deren Merkmal sogar die völlige Abwesenheit eines konkreten Gegenstandsbezuges ist. (Abstrakte Kunst, insbesondere Abstrakte Malerei) Hierbei muss der Betrachter seine individuelle Fähigkeit zur Abstraktion zunehmend erweitern, um die vom Künstler gemachten Veränderungen noch nachvollziehen zu können. Werke dieser Strömungen thematisieren beispielsweise die formalen Gestaltungsprinzipien selbst (Geometrische Abstraktion in der gestaltenden Kunst), die Gebärdensprache des Künstlers (Action Painting) oder auch die farblichen Veränderungen (Informel, Tachismus, Drip Painting). Auch in der darstellenden Kunst kann die Abstraktion so weit gehen, dass die ursprünglichen Merkmale (z. B. eines Gesprächs oder einer Handlung) vom Betrachter nur dann verstanden werden, wenn er das Wesentliche darin erkennt. Alle Strömungen der abstrakten Kunst erfordern Wahrnehmungs- und Interpretationsfähigkeiten.

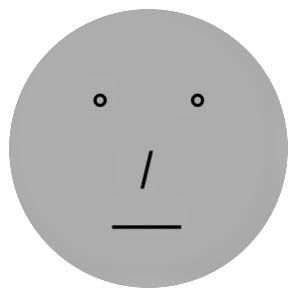
Abstraktion mit einem Schreibprogramm. Punkt, Punkt, Komma, Strich, fertig ist das Mondgesicht

Die Beschreibung der Kunst, die sich nicht einem mimetischen Gegenstandsbezug unterwirft – einer historisch insbesondere für bildende und darstellende Kunst formulierten Norm, die sich nur sehr eingeschränkt auch auf Musik, Architektur oder Literatur beziehen lässt –, ist als Abstraktion jedoch nur eine mögliche Perspektive, was auch dem Selbstverständnis verschiedener Strömungen der Kunstgeschichte widerspricht. So grenzen sich etwa der Suprematismus Kasimir Malewitschs und der Konstruktivismus explizit von anderer abstrakter Kunst ab, wie beispielsweise von den Bildern Wassily Kandinskys. Danach ist das Ziel die illusionismusfreie Schaffung neuer konkreter Wirklichkeit in Kunstwerken (Suprematismus) bzw. die schöpferische Gestaltung materiellen Lebens in den Abstrakta des künstlerischen Konstruktivismus.

## Mathematik
In der Mathematik und der neueren Philosophie werden Abstrakta meist mit Äquivalenzklassen identifiziert. Ausgehend von einer gegebenen Menge K von Konkreta definiert man auf K eine Äquivalenzrelation ~ und ordnet die Konkreta einem Abstraktum (wird auch 'Klasse' genannt) zu.
Allen Varianten der modernen Abstraktionstheorie ist gemeinsam der Grundgedanke, dass von den Konkreta und ihrer bestehenden Äquivalenzrelation ~ zu der Identität der jeweiligen Abstrakta übergegangen werden soll. Anhand einer Liste von Beispielen wird dies klarer:
- gleichschwere Körper haben dasselbe Gewicht;
- gleichmächtige Mengen haben dieselbe Kardinalzahl;
- kongruente Zahlen lassen bei Division durch eine feste Zahl den gleichen Rest;
- parallele Geraden haben dieselbe Richtung;
- synonyme Prädikate drücken denselben Begriff aus.

Körper, Mengen, Gerade und Prädikate sind in dieser Liste die Konkreta K; Gewichte, Kardinalzahlen, Richtungen und Begriffe sind die aus ihnen gewonnenen Abstrakta; „gleichschwer“, „gleichmächtig“, „parallel“, „synonym“ drücken die Äquivalenzrelation ~ aus. Für den Fall der Anzahlen ist dies bereits von David Hume in seinem Treatise of Human Nature formuliert worden, man spricht deshalb auch von Hume’s principle (Humes Prinzip).
Aus dieser Liste lässt sich ein allgemeines Schema gewinnen:
{\displaystyle \forall x\forall y\ (K(x)\land K(y)\rightarrow (a(x)=a(y)\leftrightarrow x\thicksim y))}; lies: Für alle Konkreta x und y ist das Abstraktum a zu x identisch mit dem Abstraktum a zu y genau dann, wenn x in ~ zu y steht. Gottlob Frege hat dies in seinen Grundlagen der Arithmetik als eine Umverteilung beschrieben: Der Inhalt von z. B. „parallel“ wandert z. T. in das allgemeine „=“, z. T. in den abstraktiven Funktor a.
Dies taugt jedoch nicht als Definition des Funktors a. Freges origineller Vorschlag aus den Grundlagen der Arithmetik besteht deshalb darin, als das Abstraktum zu einer gegebenen Äquivalenzrelation einfach die zugehörige Äquivalenzklasse anzusehen. Für den Fall der Anzahlen gibt er die berühmte Definition:
Die Anzahl, welche dem Begriffe F zukommt, ist der Umfang des Begriffes „gleichzahlig dem Begriffe F“.
Verallgemeinert und in moderne Notation überführt, lässt sich festhalten: {\displaystyle \forall x\ (a(x)=\{y|y\thicksim x\})}. In Worten: Das Abstraktum zu x unter einer gegebenen Äquivalenzrelation ~ ist die Menge derjenigen y, die in der Äquivalenzrelation ~ zu x stehen.

## Belege
1. 1 2  Peter Prechtl, Franz-Peter Burkard (Begr.): Metzler Lexikon Philosophie. Begriffe und Definitionen. 3., erw. und aktual. Auflage. Verlag J. B. Metzler, Stuttgart 2008, ISBN 978-3-476-02187-8, S. 6.
2. ↑  Fritz Mauthner: Wörterbuch der Philosophie. Diogenes-Verlag, Zürich 1980, ISBN 3-257-20828-7, S. 9–11.
3. ↑  John Locke’s Versuch über den menschlichen Verstand. Erster Band. Hrsg. von J. H. von Kirchmann. Heidelberg 1882, 162 f.
4. ↑  Georg Wilhelm Friedrich Hegel: Wer denkt abstrakt? In: G. W. F. Hegel: Werke. Band 2, Frankfurt am Main 1979.
5. ↑  Immanuel Kant, Gesammelte Schriften, Bd. VIII, S. 199 Anm.
6. ↑  Rudolf Malter: Abstrakt. In: H. Krings u. a. (Hrsg.): Handbuch philosophischer Grundbegriffe. Band 1. Kösel, 1973, ISBN 3-466-40055-4, S. 22.
7. ↑  Jean-Marie Zemb: Aristoteles. mit Selbstzeugnissen und Bilddokumenten. (= Rowohlts Monographien. 63). 13. Auflage. Rowohlt Taschenbuch, Reinbek bei Hamburg 1995, ISBN 3-499-50063-9, S. 59.
8. ↑  I. J. M. Van den Berg: L’abstraction et ses degrés chez Aristote. In: Actes du Xe Congr. int. philos. 3, Brüssel/Amsterdam 1951, S. 109, 113.
9. ↑  Hilfsgerüst zum Thema: Die Begriffe ‚abstrakt‘ und ‚konkret‘ (PDF), auf hoye.de
10. ↑  Ewald Wassiljewitsch Iljenkow: Диалектика абстрактного и конкретного в „Капитале“ Маркса. (Dialektik des Abstrakten und Konkreten in Das Kapital von Marx, herausgegeben in Russisch); Moskau 1960.
11. ↑  Jorge Luis Borges: Funes el memorioso (1942, dt. Das unerbittliche Gedächtnis).
12. ↑  C. M. Zeitz: Some concrete advantages of abstraction. In: P. J. Feltovich u. a. (Hrsg.): Expertise in context. MIT Press, Cambridge (Mass.) 1997.
13. ↑  M. Eysenck, M. Keane: Cognitive Psychology. Psychology Press, Hove (UK) 2000.
14. ↑  Andrei B. Nakov, Michel Pétris: Avertissement des traducteurs. In: Nikolaj Tarabukin: Le dernier tableau. Éditions Champ Libre, Paris 1972, S. 21–23.
15. ↑  Gottlob Frege: Die Grundlagen der Arithmetik. Breslau 1884, § 64; Vgl. Geo Siegwart: Abstraktion unter einer Gleichheit. In: Hans Jörg Sandkühler (Hrsg.): Enzyklopädie Philosophie. Meiner, Hamburg 1999.
16. ↑  G. Frege: Grundlagen der Arithmetik. Breslau 1884, S. 79 f.